# Bahnstrecke Herford–Kirchlengern
| |                      |                          |                       |
| Streckennummer (DB): | 2981                 |                          |                       |
| Kursbuchstrecke (DB): | 386                  |                          |                       |
| Kursbuchstrecke: | 219e (1946)          |                          |                       |
| Streckenlänge: | 9,6 km               |                          |                       |
| Spurweite: | 1435 mm (Normalspur) |                          |                       |
| Stromsystem: | 15 kV, 16,7 Hz ~     |                          |                       |
| Streckengeschwindigkeit: | 100 km/h             |                          |                       |
| |                      |                          |                       |
| \| \| \| nach Hamm (Westf) \| \| \| \| \| nach Himmighausen \| \| \| \| −0,011 \| Herford \| ⊙ \| \| \| 4,358 \| Hiddenhausen-Schweicheln \| ⊙ \| \| \| \| nach Minden (Westf) \| \| \| \| 7,300 \| Oberbehme \| ⊙ \| \| \| 8,400 \| Else \| Else \| \| \| \| von Löhne (Westf) Pbf \| \| \| \| 8,991 \| Kirchlengern \| ⊙ \| \| \| \| nach Rheine \| \| \| \| \| \| \| \| Quellen: [1] \| \| \| \| |                      |                          |                       |
| |                      | nach Hamm (Westf)        |                       |
| Strecke von rechts · Strecke |                      | nach Himmighausen        | nach Himmighausen     |
| Bahnhof · Bahnhof | −0,011               | Herford                  | ⊙                     |
| Haltepunkt / Haltestelle · Strecke | 4,358                | Hiddenhausen-Schweicheln | ⊙                     |
| Strecke quer · Kreuzung geradeaus unten · Strecke nach rechts |                      | nach Minden (Westf)      | nach Minden (Westf)   |
| ehemaliger Bahnhof | 7,300                | Oberbehme                | ⊙                     |
| Brücke über Wasserlauf | 8,400                | Else                     | Else                  |
| Abzweig geradeaus und von rechts |                      | von Löhne (Westf) Pbf    | von Löhne (Westf) Pbf |
| Bahnhof | 8,991                | Kirchlengern             | ⊙                     |
| Strecke |                      | nach Rheine              | nach Rheine           |
| |                      |                          |                       |
| Quellen: |                      |                          |                       |

Die Bahnstrecke Herford–Kirchlengern ist eine 9,6 Kilometer lange eingleisige Hauptbahn zwischen den Bahnhöfen Herford und Kirchlengern. Sie verbindet die zweigleisige Bahnstrecke Hamm–Minden in Herford mit der ebenfalls zweigleisigen Bahnstrecke Löhne–Rheine in Kirchlengern.

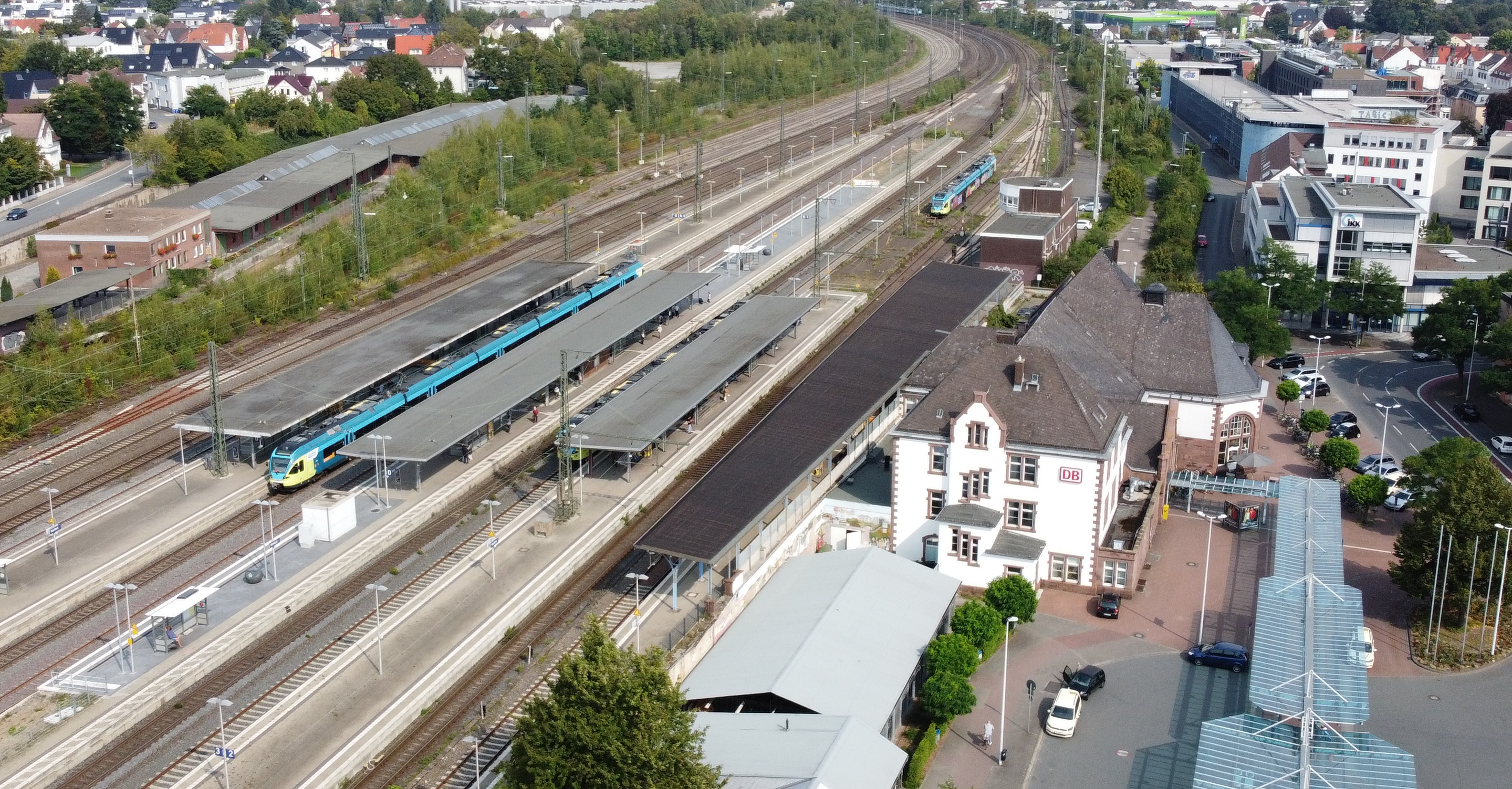
Bahnhof Herford

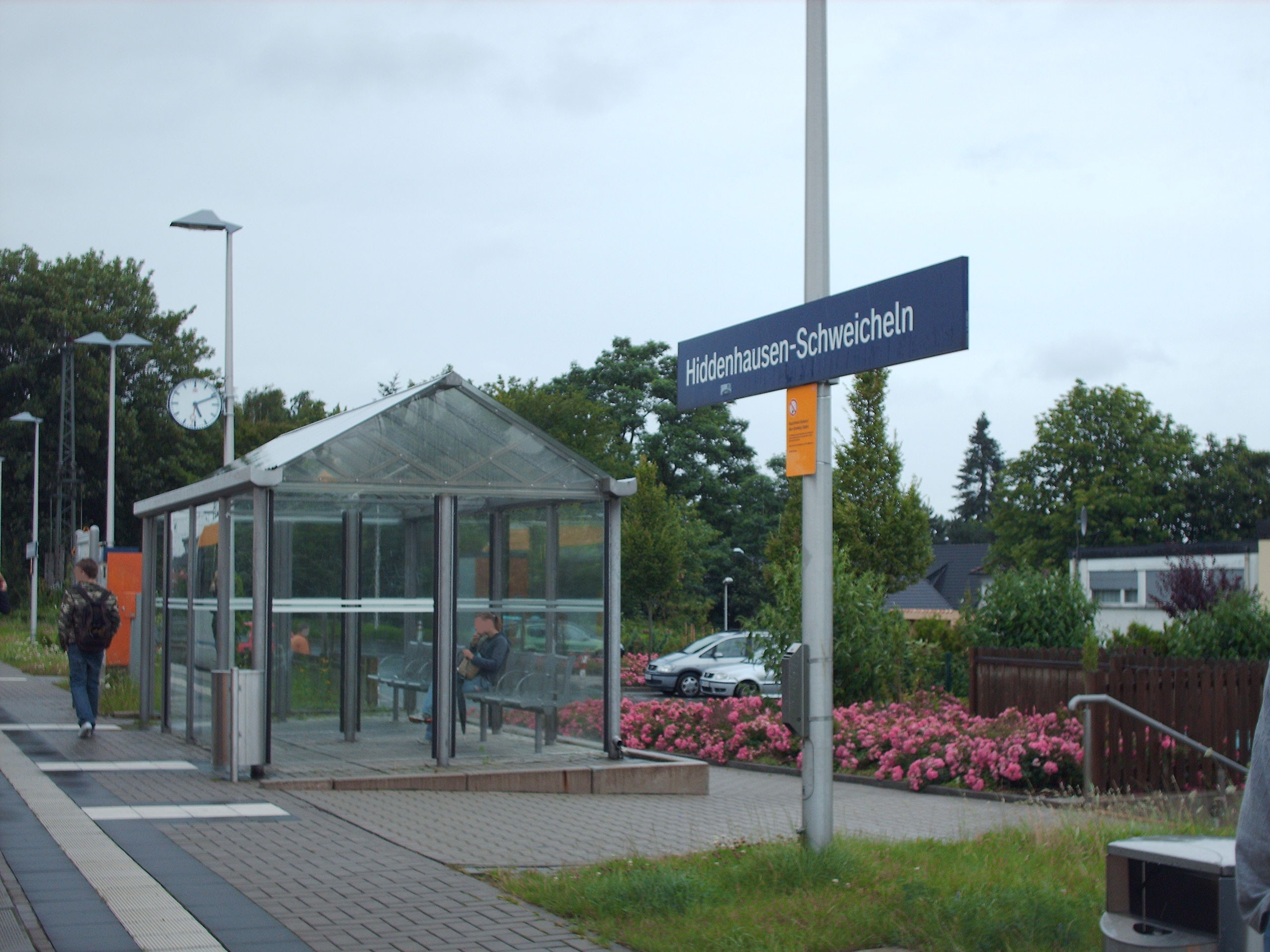
Haltepunkt Hiddenhausen-Schweicheln

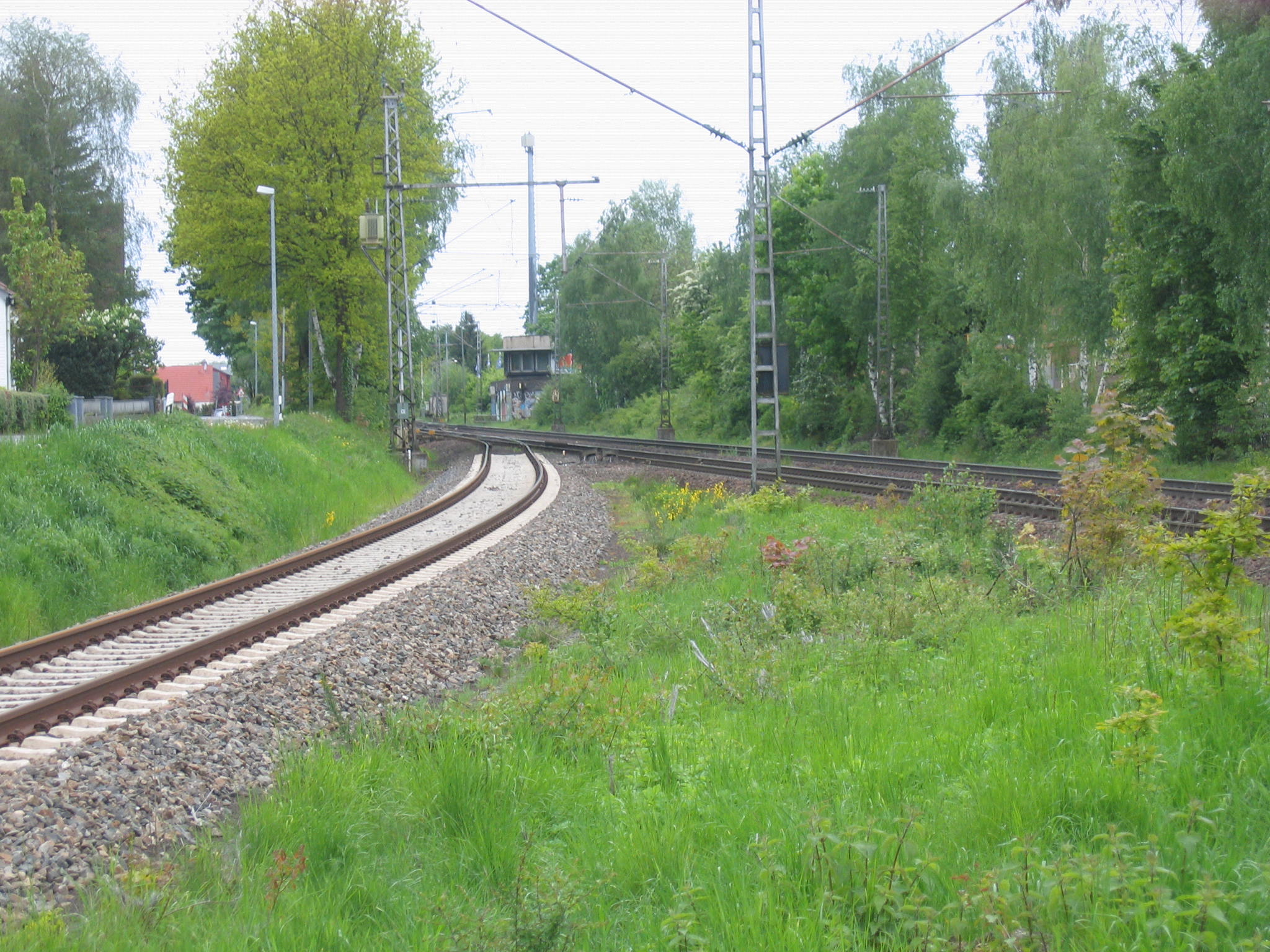
Einmündung der Strecke Herford–Kirchlengern in die Strecke Löhne–Rheine in Kirchlengern

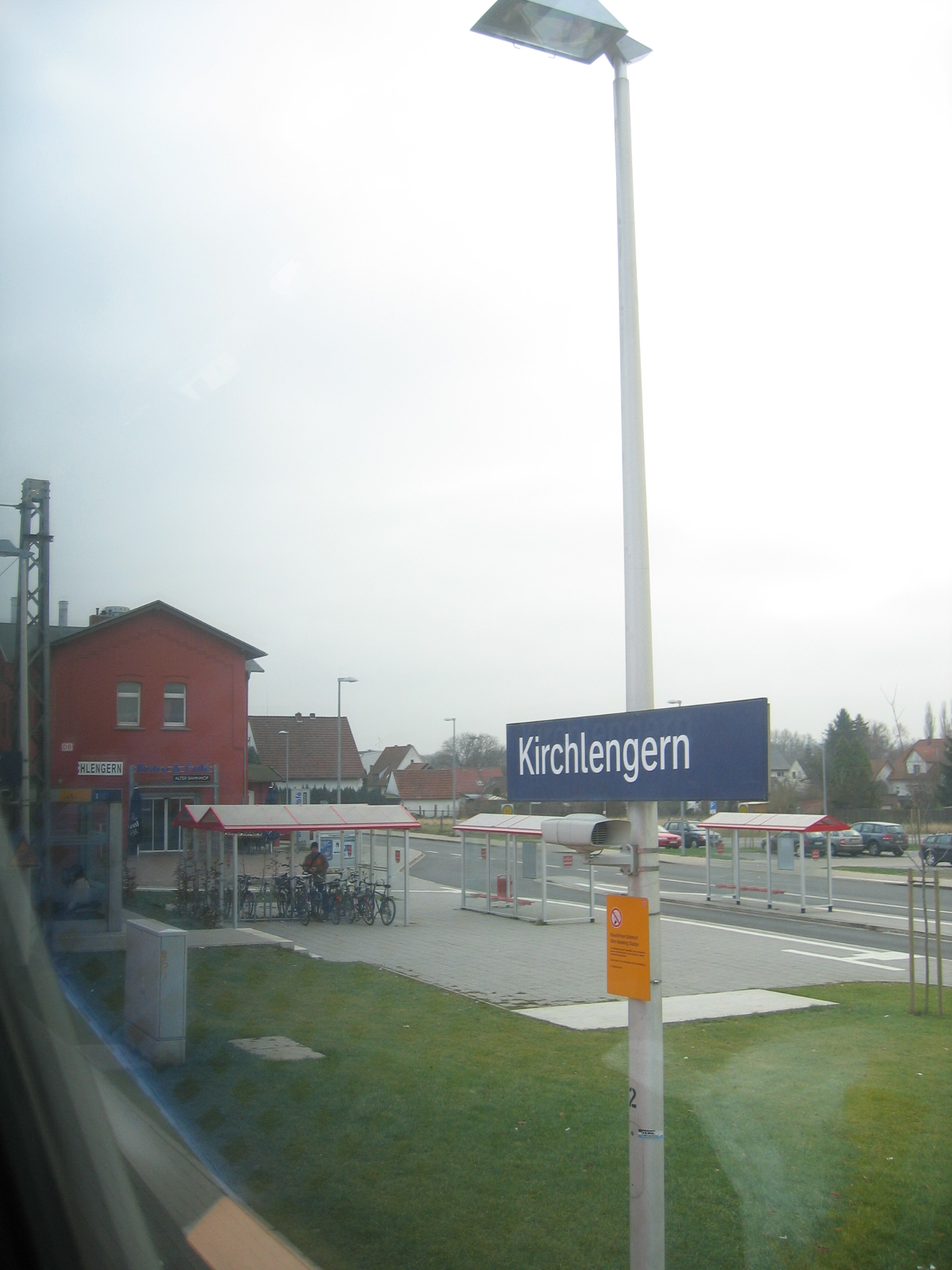
Bahnhof Kirchlengern

## Geschichte

### Infrastruktur
Die Strecke wurde am 1. Juli 1904 gebaut, um die beiden Hauptstrecken zu verbinden, aber auch, um eine direkte Verbindung von Bielefeld und Herford nach Bünde, Bassum und Bremen herzustellen. Mitte 1973 wurde der seit Inbetriebnahme der Strecke vorhandene Bahnhof Schweicheln in einen Haltepunkt umgewandelt, der gleichzeitig mit dem Bahnhof Oberbehme am 1. Juni 1980 stillgelegt wurde.
In den 1970er Jahren erhielt die Strecke eine Oberleitung. Die Elektrifizierung wurde am 20. September 1976 abgeschlossen.
Seit 15. Dezember 2002 ist Hiddenhausen über den Haltepunkt Hiddenhausen-Schweicheln, der nördlich von Herford bei km 4,4 liegt, wieder an das Netz der Deutschen Bahn angeschlossen.

### Fernverkehr
Ab Januar 1950 benutzten Eilzüge von Bremerhaven-Lehe über Bremen, Sulingen, Bünde, Herford, Bielefeld, Paderborn, Brilon, Korbach, Marburg und Gießen nach Frankfurt (Main) diese Strecke. Solche Verbindungen wurden auch als „Heckeneilzug“ bezeichnet. Die Strecke hatte bis in die 1970er und 1980er Jahre Bedeutung für den Nord-Süd-Fernverkehr. Es gab Eil- und Schnellzüge mit Kurswagen von Osnabrück über Herford, Detmold, Warburg, Kassel und Würzburg nach München (sogar ein Nachtzug mit Schlaf- und Liegewagen) und Basel. Im Norden gab es Eilzüge von Altenbeken bzw. Detmold über Herford, Bassum und Bremen nach Cuxhaven und von Bielefeld über Herford, Osnabrück und Oldenburg (Oldenburg) nach Wilhelmshaven.

### Nahverkehr
Im Nahverkehr gab es neben den Nahverkehrszügen Bassum–Herford lange Zeit ebenfalls überregionale Durchbindungen von der Bahnstrecke Herford–Himmighausen über die Bahnstrecke Herford–Kirchlengern, z. B. nach Oldenburg, Rahden, Bremen und Bad Bentheim. Nach der schrittweise eingeführten Vertaktung, die ihren Höhepunkt im NRW-Takt fand, verkehrten die Züge im Stundentakt von Paderborn über Detmold nach Herford und weiter abwechselnd von/nach Bielefeld (RB 72 „Ostwestfalen-Bahn“) oder Bad Bentheim (RB 62 „Der Cherusker“). Seit Oktober 2004 ist der stündliche Linientausch zwischen den Regionalbahnen 61 („Wiehengebirgsbahn“), 62 und 72 in Herford Geschichte, seither werden nur noch die RB 61 Bielefeld–Bad Bentheim (über die Strecke Herford–Kirchlengern) und die RB 72 Herford–Detmold–Paderborn jeweils im Stundentakt bedient. Durchgehende Verbindungen Osnabrück–Detmold bestehen dadurch nicht mehr, Bielefeld–Rheine hingegen stündlich. Vom 9. Dezember 2007 bis Dezember 2017 wurden diese beiden Linien von der Westfalenbahn betrieben, nachdem sie von den Zweckverbänden ZVM, VVOWL, NPH und LNVG ausgeschrieben wurden. Nach erneuter Ausschreibung durch den NWL übernahm die Eurobahn ab Dezember 2017 das Teutoburger-Wald-Netz, und mit ihm auch die Linie RB 61.

## Betrieb

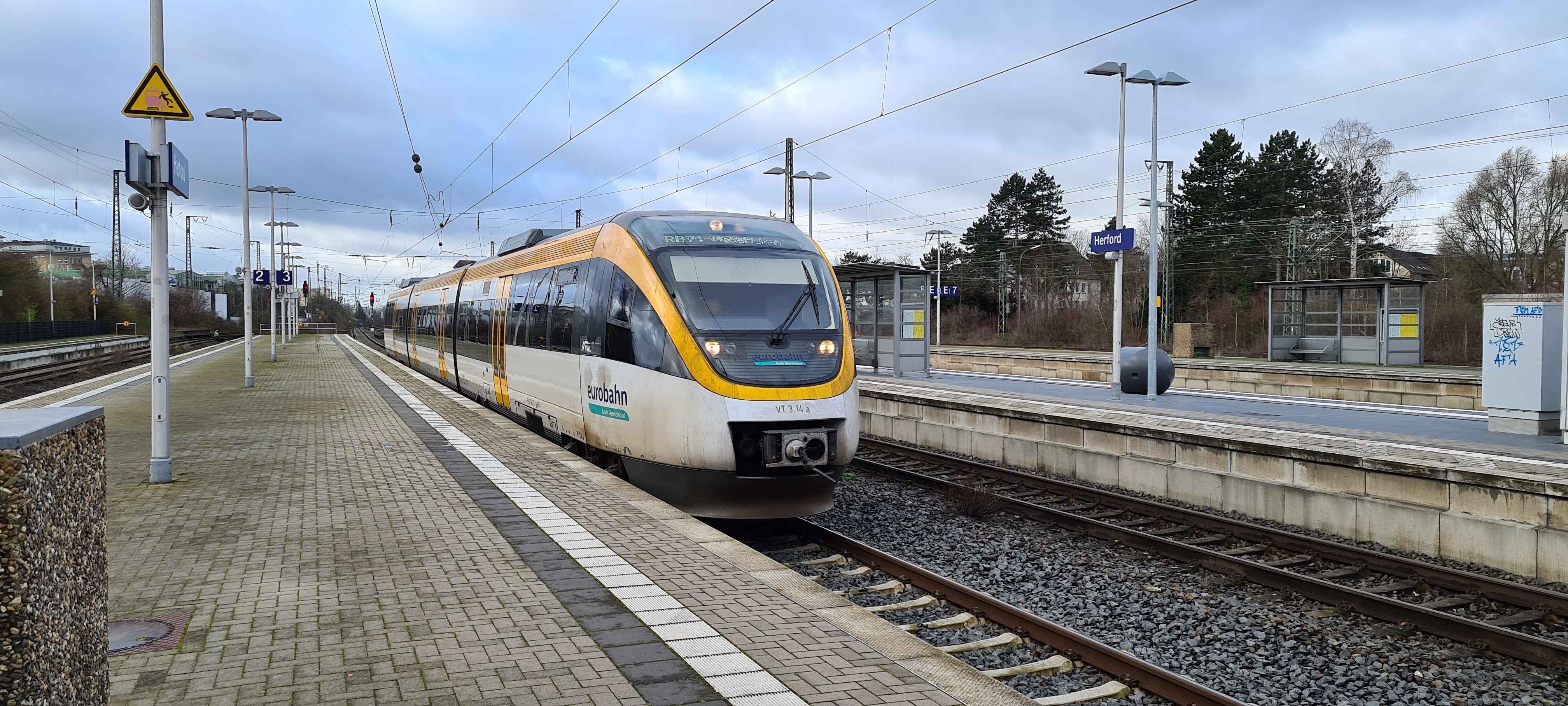
Bahnhof Herford: Eurobahn VT314 auf Gleis 3, RB 71 Bielefeld–Rahden

Die Strecke wird von der Linie RB 71 Bielefeld–Rahden (Ravensberger Bahn) im Stundentakt befahren. Die Eurobahn setzt dabei Talent-Dieseltriebwagen mit Geschwindigkeiten von bis zu 120 km/h ein.

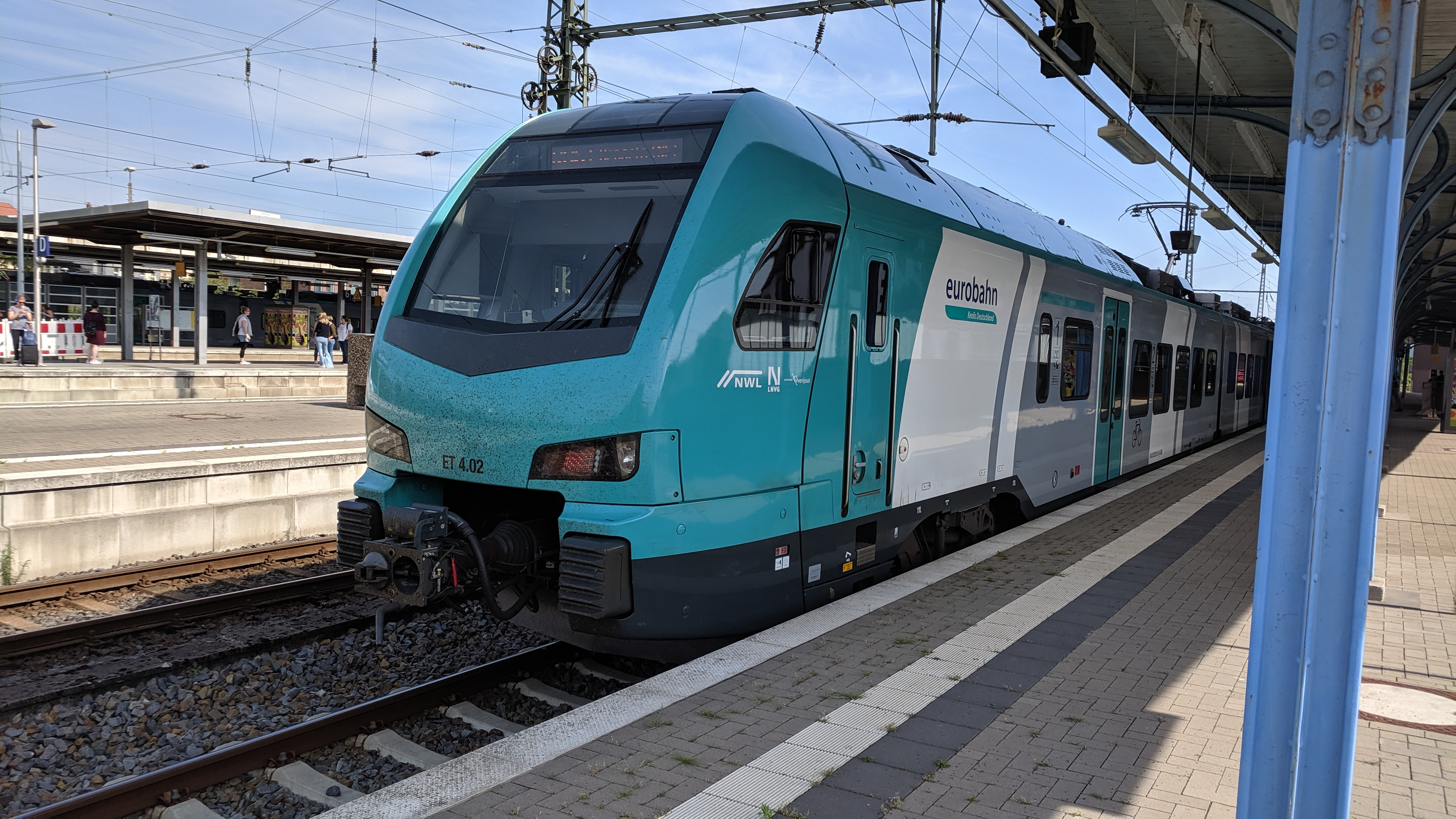
Bahnhof Herford: Eurobahn ET402, Typ: Stadler FLIRT 3 auf Gleis 1, RB 61 Bielefeld–Hengelo

Zwischen Hengelo und Bielefeld verkehrt außerdem die Regionalbahn RB 61. In einer europaweiten Ausschreibung konnte sich die Eurobahn den Betrieb dieser Linie im Teutoburger Wald-Netz für 15 Jahre sichern. Das Unternehmen hat zum Fahrplanwechsel im Dezember 2017 den Betrieb von der Westfalenbahn übernommen. Mit der Betriebsaufnahme wurde die Linie RB 61 über ihren bisherigen Endpunkt Bad Bentheim nach Hengelo in den Niederlanden verlängert. Dazu hat das Unternehmen neue fünfteilige Mehrsystem-Triebzüge vom Typ Stadler FLIRT beschafft.

## Tarife im ÖPNV
Für den gesamten öffentlichen Personennahverkehr galt bis 31. Juli 2017 der regionale „Sechser-Tarif“ (Verkehrsverbund OstWestfalenLippe). Seit dem 1. August 2017 gilt der Westfalentarif, der den Sechser-Tarif ablöste. Der NRW-Tarif ist ebenfalls auf dem gesamten Streckenabschnitt gültig. Außerdem gilt dort der Niedersachsentarif einschließlich Niedersachsenticket.

## Zukunft
In seinem Nahverkehrsplan fordert der Zweckverband Nahverkehr Westfalen-Lippe (NWL) die Einrichtung einer zusätzlichen Verbindungsweiche im Bereich Hiddenhausen-Schweicheln. Dadurch sollen zwischen den halbstündlichen Taktzügen weitere Verdichterzüge verkehren können und die Betriebsqualität verbessert werden.